# La Higuerita, Guanajuato
La Higuerita är en ort i Mexiko.   Den ligger i kommunen Xichú och delstaten Guanajuato, i den centrala delen av landet, 230 km norr om huvudstaden Mexico City. La Higuerita ligger 1 655 meter över havet och antalet invånare är 113.
Terrängen runt La Higuerita är kuperad österut, men västerut är den bergig. Runt La Higuerita är det glesbefolkat, med 14 invånare per kvadratkilometer. Närmaste större samhälle är Xichú, 4,4 km nordväst om La Higuerita. I omgivningarna runt La Higuerita växer huvudsakligen savannskog.